# Ingerületátvivő anyagok
Az ingerületátvivő anyagok vagy neurotranszmitterek specializált kémiai hírvivő molekulák, melyek feladata, hogy egyik idegsejttől a másikig, illetve az izom- vagy mirigysejtekig, a szinapszison „átúszva” üzenetet szállítsanak. Ilyen például az acetilkolin, dopamin, noradrenalin, szerotonin. Legtöbbjük az idegrendszerben termelődik, csak ott található meg és ott fejti ki hatását, de vannak, amelyek a vérben szétterjedve is fejtenek ki hatást (például adrenalin). Néhányuk a testben hormon, az agyban neurohormon szerepet tölt be.

## A neurotranszmitterek hatásának összefoglalása

### A serkentő aminosav transzmitterrendszer
A központi idegrendszerben a serkentő szerepet betöltő aminosavak a glutaminsav és az aszparaginsav. Ezen aminosavak közelítőleg a szinapszisok 80%-ában felelősek a jelátvitelért. Gyakorlatilag minden központi idegrendszeri neuron rendelkezik glutaminsavra érzékeny receptorokkal. A glutaminsav a foszfát-aktivált glutamináz enzim segítségével képződik glutamin jelenlétében az axon terminálisban.
A két aminosav több receptorhoz is képes kötődni, majd hatást kifejteni. Ionotrop típusú receptorok közül ismert cél receptorok az NMDA, az AMPA és a kainát receptorok. Ezen receptorok egymással evolúciós rokonságot mutatnak. A metabotrop glutaminsav-receptorok a 7-TM, G-fehérje-kapcsolt receptorok családjába tartoznak.

### A gátló aminosav transzmitterrendszer
A leggyakrabban előforduló GABA mellett a glicinről bizonyított a gátló transzmitter szerep. A szinapszisok nagyjából 20%-a GABA-erg, leginkább lokális interneuronok transzmittere. Glutaminsavból képződik az axon terminálisban a glutaminsav-dekarboxiláz enzim segítségével. Az ionotrop típusú receptorai specifikus Cl--csatornák. A metabotrop csatornák aktivációja az intracelluláris cAMP szintet csökkenti.

### A kolinerg transzmitterrendszer
Az acetilkolin az idegsejtben kolinból képződik, mely az acetil-koenzim-A segítségével acetilálódik. A szinaptikus résben a kolinészteráz enzim bontja, ez a folyamat kolinészteráz bénítóval akadályozható. Hatását nikotinszerű n- és muszkarinszerű M-receptorokon fejti ki.

### A biogén aminok transzmitterrendszere
A biogén aminokat (katekolaminok: dopamin, noradrenalin, adrenalin; szerotonin; és a hisztamin) termelő monoaminerg idegsejtek úgynevezett magokban termelődnek a központi idegrendszerben. Ezen sejtek száma alacsony, azonban nyúlványrendszerük rendkívül nagy, és sok kapcsolattal rendelkezik. Így képesek egy időben sok sejten hasonló hatást kiváltani.

#### A katekolaminok
A katekolaminok csoportjába tartozik a noradrenalin, az adrenalin, és a dopamin, amely nagyjából az összes katekolaminerg sejt 80%-a. Szintézisük a tirozinból indul ki. Dopamin a DOPA-karboxiláz enzim segítségével keletkezik. Noradrenerg sejtekben dopaminból a dopamin-ß-hidroxiláz enzim képez noradrenalint. Receptoraik mindegyike metabotrop, G-fehérjével kapcsolt.
Az adrenalin és noradrenalin β-típusú receptorai (röviden: adrenerg β-receptorok) antagonistái fontos pulzusszámcsökkentő gyógyszerek (β-blokkolók).

#### Az indolaminok
Az indolaminok családjába tartozó legfontosabb vegyület az 5-hidroxitriptamin (5-HTP), azaz a szerotonin. Szintézise ugyancsak triptofánból történik, triptofán-hidroxidáz (TrH), majd az aromás-aminosav-dekarboxiláz (AADC) enzim segítségével. Receptorai egy család kivételével mind G-fehérjével kapcsolt metabotrop receptorok. Ez a kivétel az 5-HT3 receptor, amely transzmittervezérelt ioncsatorna, egyértékű kationokat enged át.

#### Imidazolin-receptorok
Az imidazolin-receptorok az adrenerg α2-receptorokhoz
hasonlóak, de külön receptorcsaládba tartoznak. Agonistái vérnyomáscsökkentő gyógyszerek.